# Nyomi Banxxx
Amanda Dee (Chicago, Illinois, 14 de octubre de 1972) es una ex-actriz pornográfica estadounidense. que trabajó bajo el seudónimo de Nyomi Banxxx. En 2009 ganó el Urban X Award por la mejor actuación MILF.

## Carrera
Comenzó su carrera como cantante de un grupo de rhythm and blues llamado Carmen Jones. Más tarde trabajó como modelo en las pasarelas y fue fotografiada por varias revistas. Desde 2006, Nyomi Banxxx empezó a trabajar en la industria del cine pornográfico. En 2009 ganó el Urban X Award, en la categoría de Mejor Intérprete MILF.
En 2012, la revista para adultos The Women of King le dedicó 10 páginas con fotos y una entrevista exclusiva. Anteriormente apareció en otra revista para adultos llamada Straight Stunnin magazine.
Nyomi Banxxx también posee su propia compañía discográfica llamada FBC Records, una línea de ropa (A.K.I.S.S.), y una compañía de producción de películas (NBX Productions).

## Premios
| Año  | Premio        | Categoría                         | Trabajo                                       | Resultado | Ref.   |
| ---- | ------------- | --------------------------------- | --------------------------------------------- | --------- | ------ |
| 2007 | AVN Award     | Mejor escena de sexo oral         | Manhunters                                    | Nominada  | [ 9 ]  |
| 2009 | Urban X Award | Mejor actriz MILF                 | -                                             | Ganadora  | [ 2 ]  |
| 2010 | AVN Award     | Mejor canción                     | «Goin' on» In in The Jeffersons: A XXX Parody | Nominada  | [ 10 ] |
| 2011 | XRCO Award    | Unsung Siren                      | -                                             | Nominada  | [ 11 ] |
| 2011 | Xbiz Award    | Mejor intérprete femenina del año | Official Friday Parody                        | Nominada  | [ 12 ] |
| 2011 | AVN Award     | Mejor actriz                      | Fatally Obsessed                              | Nominada  | [ 13 ] |
| 2011 | AVN Award     | Protagonista del año              | -                                             | Nominada  | [ 13 ] |
| 2011 | AVN Award     | Mejor escena de sexo oral         | Throat Injection 3                            | Nominada  | [ 13 ] |
| 2011 | Urban X Award | Mejor intérprete femenina del año | -                                             | Ganadora  | [ 14 ] |
| 2011 | Urban X Award | Mejor escena de sexo anal         | Dynamic Booty 5                               | Ganadora  | [ 14 ] |
| 2013 | Xbiz Award    | Mejor actriz en parodia           | Training Day: A Pleasure Dynasty Parody       | Nominada  | [ 15 ] |